# Nathan A. Farwell
Nathan A. Farwell (Unity, 1812. február 24. – Rockland, 1893. december 9.) az Amerikai Egyesült Államok szenátora (Maine, 1864–1865).